# Reök Palota (Szeged)

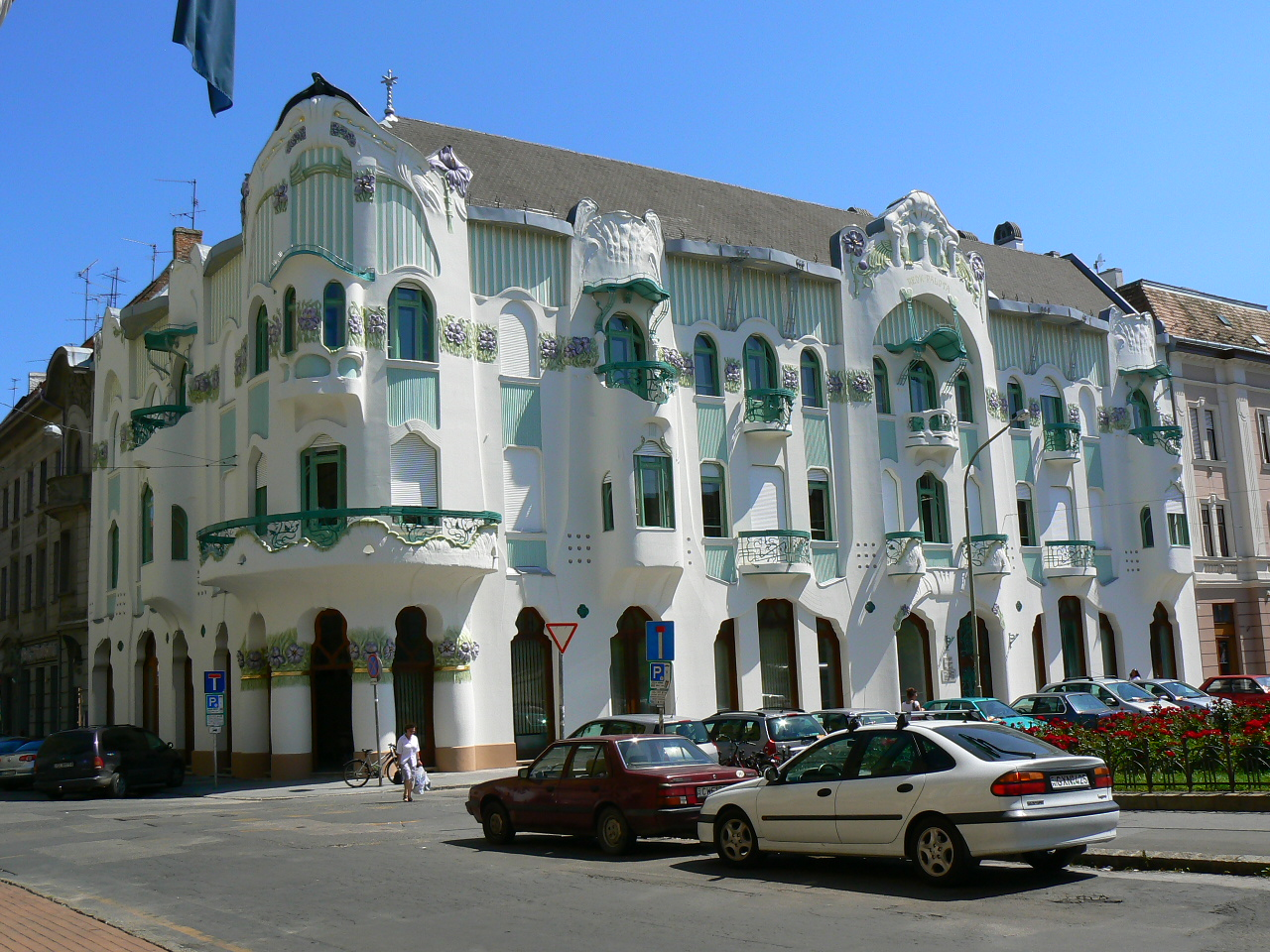
Außenansicht

Der Reök-Palast in der ungarischen Stadt Szeged ist ein Apartmenthaus und ein bedeutendes Beispiel des Jugendstils.
Der Entwurf des 1907 errichteten Gebäudes stammt von Ede Magyar. Erbauer und erster Besitzer des Hauses war Iván Reök; er war Hydrologe, Bauingenieur, reicher Großgrundbesitzer und Abgeordneter. Das Bauwerk selbst lehnt sich eher an die belgische und französische Strömung dieser Kunstrichtung an und ist daher eher untypisch für Ungarn. Das Eckhaus zeichnet sich durch seine geschwungene Dachlinie, lila und seegrüne Wasserlilien sowie die verschnörkelten Balkone aus. Im Treppenhaus befindet sich ein Geländer, welches in volle Blüte stehende Blumen zeigt. Nach den 1960er Jahren wurde das Haus zunächst dem Verfall preisgeben. Da es Ende der 1990er Jahre in desolatem Zustand war, wurde es komplett saniert und konnte zum hundertjährigen Jubiläum 2007 wieder eröffnet werden.